# Oreilles papillons
Oreilles papillons est un album jeunesse scénarisé par l'espagnole Luisa Aguilar et illustré par le brésilien André Neves. Il a été publié en Espagne en 2013 et en France en 2014.

## Résumé
La petite Mara est aux prises avec ses camarades à l'école. Ils se moquent d'elle, de ses habits, de ses livres et de son physique. Rassurée par sa mère, Mara va trouver en elle la ressource pour résister aux autres enfants et leur clouer le bec. 

## Réception critique
Pour Chloé Marot, « l'album s'attaque aux railleries dont on peut tous être victimes et, surtout, qui démontre qu'elles prendront la place qu'on acceptera ou pas, de leur laisser ». Pour le magazine Marie-Claire Espagne, il rappelle que les canons esthétiques de la beauté sont une invention absurde. C'est aussi une histoire pour aider les jeunes enfants à comprendre les différences, l'estime de soi. Un message aussi pour les parents qui doivent valoriser l'enfant sans forcément régler les problèmes à sa place.
Visuellement, Neves a fabriqué un univers joyeux de couleurs oniriques qui accompagne et renforce les réparties amusantes de Mara. La composition graphique de l'album aide le lecteur à s'immerger dans l'histoire.